# Shikken
De shikken (Japans: 執権) was de regent van de shogun tijdens het Kamakura-shogunaat in Japan. De post was gemonopoliseerd door de Hojo-clan. In de Japanse geschiedenis bestond dit systeem enkel tussen 1203 and 1333.
Hojo Tokimasa, de schoonvader van de eerste Kamakura shogun Minamoto no Yoritomo (1147-1199), werd in 1203 de eerste shikken, als regent voor zijn kleinzoon shogun Minamoto no Yoriie. De shikken was voorzitter van de mandokoro, de wetgevende en uitvoerende macht, en had daarmee in principe de macht in handen. In 1203 verving Tokiasa de shogun Minamoto no Yoriie door zijn broer Sanetomo, en werd daarmee de de facto heerser van het shogunaat (Japan).
De zoon van Tokimasa, Yoshitoki, versterkte de positie door er de post van hoofd van de Samurai-dokoro (raad van vazallen) aan toe te voegen, nadat hij de machtige Wada-clan had uitgeschakeld, die de post tot dan toe hadden gedomineerd. De shikken werd aldus de hoogste post, en de shoguns waren enkel stromannen van de shikken in de praktijk. In 1224 stelde de zoon van Yoshitoki, Hojo Yasutoki, de positie van rensho (co-tekenaar) in als assistent van de regent.
Tijdens de eerste periode werd de positie van shikken bezet door de Tokuso, het hoofd van de Hojo-clan, tot Hojo Tokiyori in 1256 de twee posten splitste. Hij benoemde Hojo Nagatoki tot shikken terwijl zijn nog jonge zoon Tokimune hem opvolgde als tokuso. De macht was nu effectief verplaatst van de shikken naar de tokuso.

## Lijst van shikken
- 1199 - 1205: Hojo Tokimasa
- 1205 - 1224: Hojo Yoshitoki
- 1224 - 1242: Hojo Yasutoki
- 1242 - 1246: Hojo Tsunetoki
- 1246 - 1256: Hojo Tokiyori
- 1256 - 1264: Hojo Nagatoki
- 1264 - 1268: Hojo Masamura
- 1268 - 1284: Hojo Tokimune
- 1284 - 1301: Hojo Sadatoki
- 1301 - 1311: Hojo Morotoki
- 1311 - 1312: Hojo Munenobu
- 1312 - 1315: Hojo Hirotoki
- 1315 - 1316: Hojo Mototoki
- 1316 - 1326: Hojo Takatoki
- 1326: Hojo Sadaaki
- 1326 - 1333: Hojo Moritoki